# Émotion au pluriel
Albums de Jakie Quartz
Jour et nuit
(1986) Jakie Quartz
(1990)
Émotion au pluriel est le quatrième album studio de la chanteuse Jakie Quartz.

## Titres
1. Émotion (Jakie Quartz - Gérard Anfosso) 4:49
2. Dérisoire (Jakie Quartz - Gérard Anfosso) 4:52
3. On a tous besoin d'aimer (Jakie Quartz - Gérard Anfosso) 5:08
4. J'ai peur (Jakie Quartz - Gérard Anfosso) 4:06
5. À la vie, à l'amour (Jakie Quartz - Gérard Anfosso) 4:51
6. Amour blessé (Jakie Quartz - Gérard Anfosso) 4:57
7. Bye bye l'ennui (Jakie Quartz - Gérard Anfosso) 4:27
8. Sans amour (Jakie Quartz - Gérard Anfosso) 6:50
9. Émotion (version longue) (Jakie Quartz - Gérard Anfosso) 6:47

## Crédits
- Réalisation, arrangements : Gérard Anfosso
- Programmation synthétiseurs : Gérard Anfosso, Marcel Angel
- Guitares : Norbert Krief, Alice Botté
- Basse : Guy Delacroix
- Chœur des enfants (À la vie à l'amour) : Emmanuelle Anfosso, Sophie Cardell, Stéphanie Cardell
- Enregistrement numérique : Palais des Congrès
- Ingénieur du son : Emmanuel Guiot assisté de Serge Pauchard

## Singles
- À la vie à l'amour - 1987 (#30 France, #55 Angleterre)
- Émotion - 1987
- Amour blessé - 1988